# Galegeeska
Galegeeska ist eine Gattung aus der Familie und Ordnung der Rüsselspringer (Macroscelididae, Macroscelidea). Mit der Somali-Elefantenspitzmaus und der Rotbraunen Elefantenspitzmaus werden ihr zwei Arten zugewiesen. Beide sind im nordöstlichen und östlichen Afrika verbreitet und bilden ein Element der dortigen Somalia-Massai-Buschlandzone. Äußerlich ähneln die Tiere den Elefantenspitzmäusen und zeichnen sich so durch einen großen Kopf mit verlängerter Nase, einen langen Schwanz und gegenüber den Hinterbeinen kürzeren Vorderbeinen aus. Beschreibende Merkmale der Gattung Galegeeska sind der behaarte Nasenspiegel, der durch einen Fleck unterbrochene Augenring und der einfarbige Schwanz. Die Lebensweise ähnelt der der Elefantenspitzmäuse. Die Tiere bilden monogame Paare mit sich überlappenden Territorien. Gemeinsame Aktivitäten der Paare beschränken sich aber auf die Fortpflanzungsphase. Die Nahrung setzt sich aus Insekten und Pflanzen zusammen. Der Nachwuchs wird ganzjährig zur Welt gebracht. Ursprünglich wurden beide Arten den Elefantenspitzmäusen zugewiesen. Molekulargenetische Untersuchungen befürworteten jedoch eine eigene Gattung, die mit Galegeeska im Jahr 2020 eingeführt wurde.

## Merkmale

### Habitus

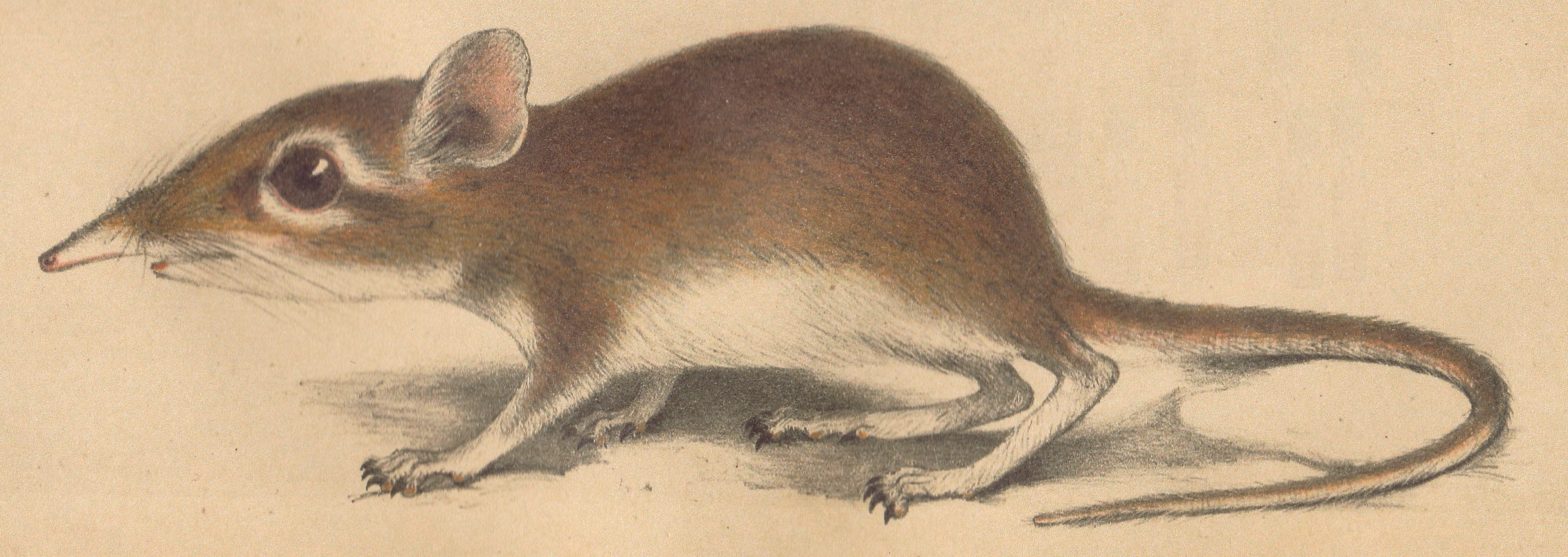
Rotbraune Elefantenspitzmaus (Galegeeska rufescens)

Die Vertreter der Gattung Galegeeska erreichen eine Gesamtlänge von 24,2 bis 29,4 cm. Davon nimmt der Schwanz 11,1 bis 16,7 cm ein. Das Gewicht variiert von 41 bis 70 g. Im Vergleich zu den Elefantenspitzmäusen (Elephantulus) oder den Angehörigen von Macroscelides sind sie somit recht groß. Im Körperbau ähneln sie weitgehend den genannten Gattungen. Der Kopf ist charakteristisch groß und besitzt eine verlängerte Nase, die Vorderbeine sind gegenüber den Hinterbeinen deutlich kürzer. Außerdem weist das Fell eine weiche Textur auf und besitzt eine graubraune bis rotbraune Farbgebung. Als auffallende Unterschiede gegenüber den Elefantenspitzmäusen und den Macroscelides-Arten tritt ein behaarter Nasenspiegel auf und der Schwanz ist einfarbig. Ebenso wie bei den Elefantenspitzmäusen sind die Augen stets hell umringt, wobei das Farbmuster bei Galegeeska seitlich durch einen dunkleren Fleck unterbrochen wird. Die Ohren sind groß. Die Vorder- und Hinterbeinen enden in jeweils fünf, mit Krallen ausgestatteten Strahlen.

### Schädel- und Gebissmerkmale
Der Schädel wird 35,2 bis 38,7 mm lang und an den Jochbögen 18,6 bis 21,9 mm breit. Auffallend ist das langgezogene Rostrum und der keilförmige Umriss in Aufsicht. Das Gebiss besteht aus 40 Zähnen mit folgender Zahnformel: {\displaystyle {\frac {3.1.4.2}{3.1.4.2}}}. Die oberen Schneidezähne sind entweder gleich groß oder aber der jeweils mittlere ist etwas verkleinert. Der Eckzahn ist wie bei den Elefantenspitzmäusen klein. Die obere Zahnreihenlänge variiert von 17,2 bis 21,0 mm.

## Verbreitung
Die Vertreter der Gattung Galegeeska sind im östlichen und nordöstlichen Afrika verbreitet. Im nördlichen Bereich tritt vor allem die Somali-Elefantenspitzmaus auf, deren Vorkommen sich auf Dschibuti und Somalia beschränkt. Die Rotbraune Elefantenspitzmaus besiedelt ein größeres Gebiet, das von Somalia im Norden über Äthiopien, den Südsudan, Uganda und Kenia bis nach Tansania reicht. Der Lebensraum beider Arten besteht aus trockenen Busch- und Waldlandschaften sowie aus Savannen. Teilweise leben die Tiere auch in wüstenartigen Regionen. Sie sind ein typischer Bestandteil der Somalia-Massai-Buschlandzone.

## Lebensweise

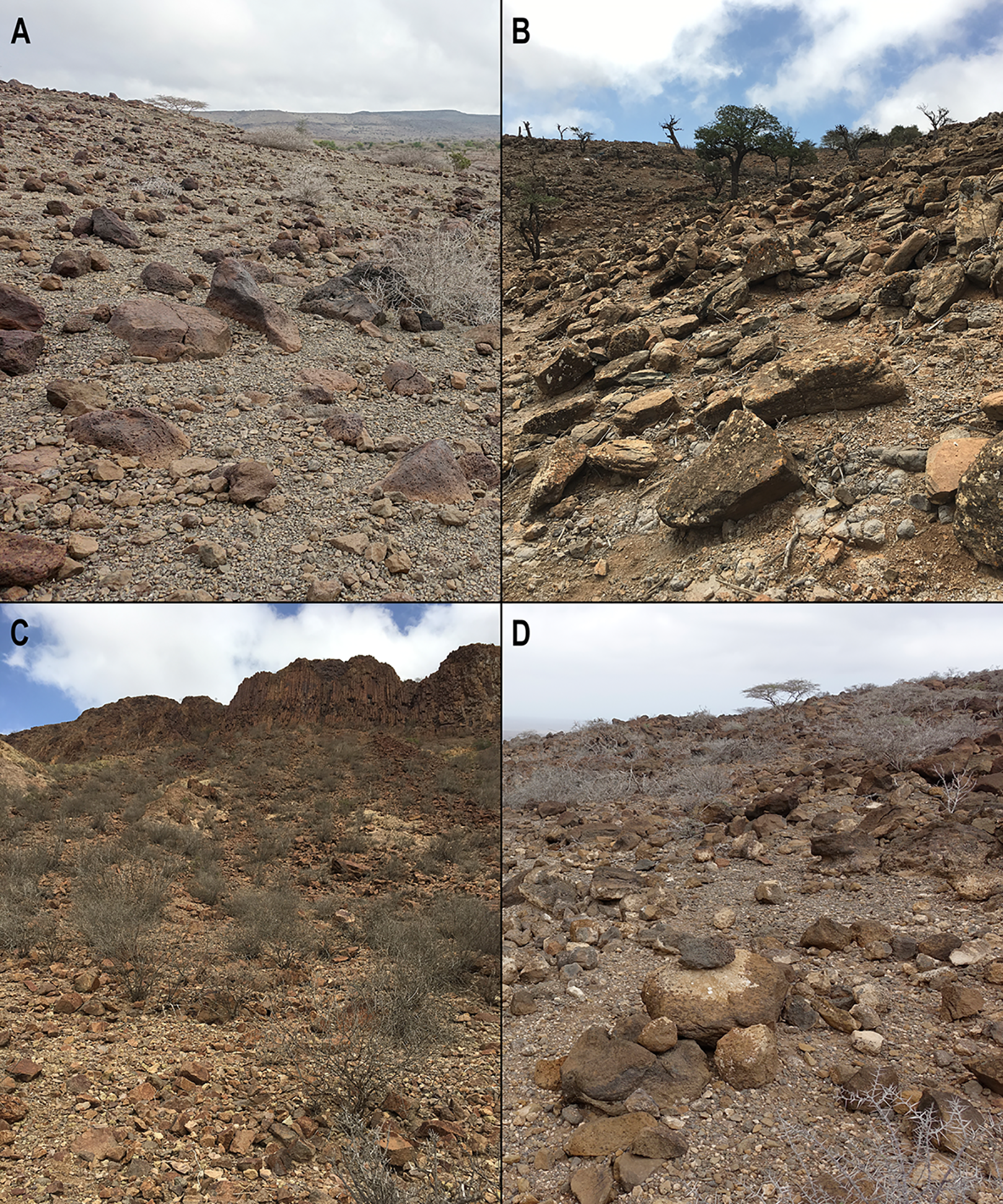
Typische Landschaft im Verbreitungsgebiet der Somali-Elefantenspitzmaus

Informationen zur Lebensweise liegen im größeren Umfang nur für die Rotbraune Elefantenspitzmaus vor, die Somali-Elefantenspitzmaus war bis Ende der 2010er Jahre weitgehend nur von Museumsexemplaren bekannt. Das generelle biologische Verhalten stimmt mit dem der Elefantenspitzmäuse überein. Die Tiere sind polyzyklisch und zumeist während der frühen Morgen- und Abendstunden aktiv. Sie unterhalten Aktionsräume, die in der Regel gegen Eindringlinge des gleichen Geschlechts verteidigt werden. Innerhalb der Territorien besteht ein System aus Pfaden und Wegen, welches vom Eigentümer angelegt wird und der schnellen Fortbewegung dient.
Männliche und weibliche Individuen bilden monogame Paare. Die Bindung hält weitgehend über das gesamte Leben. Bei den Paaren überlappen sich die Aktionsräume der einzelnen Tiere nahezu vollständig. Gemeinsame Aktivitäten erfolgen aber nur in der Fortpflanzungsphase. Die Kommunikation untereinander findet über Sekretausscheidungen aus Drüsen im Brust- und Fußbereich statt. Hinzu kommen Kot- und Urinabsonderungen an den Territorialgrenzen. Bedeutend ist auch ein rhythmisches Fußtrommeln, was als Podophonie bezeichnet wird.
Die Hauptnahrung besteht aus Insekten und vereinzelt pflanzlichem Material. Unter den Insekten dominieren Termiten und Ameisen. Die Nahrung wird auf den Wegen gesucht und mit der überaus langen Zunge aufgenommen.
Die Fortpflanzung ist ganzjährig. Die Tragzeit dauert etwa zwei Monate. Ein Wurf besteht aus eins bis zwei Jungtieren. Der Nachwuchs ist weit entwickelt, Neugeborene können bereits laufen. Sie werden gut einen Monat aufgezogen und nach spätestens zwei Monaten von den Elterntieren vertrieben. Das Muttertier ist nach der Geburt des Nachwuchses wieder empfangsbereit, wodurch der Geburtenabstand nur ebenfalls circa zwei Monate beträgt.

## Systematik
Galegeeska ist eine Gattung aus der Ordnung der Rüsselspringer (Macroscelidea). Die Rüsselspringer wiederum bilden eine nur in Afrika vorkommende Gruppe der Säugetiere. Zu ihr gehören insgesamt sechs Gattungen, die sich auf zwei Familien verteilen. Die Rhynchocyonidae umfassen dabei die Rüsselhündchen (Rhynchocyon) als einziges Mitglied, sie sind somit monotypisch. Die Rüsselhündchen stellen einerseits die größten Vertreter der Rüsselspringer dar und kommen andererseits als einzige Gruppe in überwiegend bewaldeten Landschaften vor. Ihnen gegenüber stehen die Macroscelididae, zu denen neben Galegeeska auch die Elefantenspitzmäuse (Elephantulus), die Arten der Gattung Macroscelides, die Rüsselratte (Petrodromus) und die Nordafrikanische Elefantenspitzmaus (Petrosaltator) gehören. Alle Vertreter der Macroscelididae können eher als Bewohner trockener bis wüstenartiger Habitate angesehen werden. Innerhalb der Macroscelididae bilden Galegeeska, Macroscelides, Petrodromus und Petrosaltator laut molekulargenetischen Untersuchungen eine enger verwandte Gruppe. Für letztere drei genannten ist dies auch anhand der Schädelanatomie wie etwa im Bereich des Ohres belegbar. Die vier Gattungen werden daher in der Unterfamilie der Macroscelidinae vereint. Sie sind die Schwestergruppe der Elephantulinae mit den Elefantenspitzmäusen. Während sich die Trennung der beiden Familien, Rhynchocyonidae und Macroscelididae, bereits im Unteren Oligozän vor etwa 32,8 Millionen Jahren vollzogen hatte, fand eine stärkere Diversifizierung der Macroscelididae ab dem Oberen Oligozän vor rund 28,5 Millionen Jahren statt.
Die Gattung Galegeeska umfasst zwei rezente Arten:
- Somali-Elefantenspitzmaus (Galegeeska revoili (Huet, 1881)); nordöstliches Afrika von Somalia bis Dschibuti
- Rotbraune Elefantenspitzmaus (Galegeeska rufescens (Peters, 1878)); östliches Afrika von Somalia bis Tansania

Beide Arten haben sich im Unteren Pleistozän vor etwa 1,7 Millionen Jahren voneinander getrennt. Zusätzlich lässt sich eine deutliche genetische Trennung der Rotbraunen Elefantenspitzmaus in eine nördliche und eine südliche Klade feststellen. Beide Gruppen könnten eigenständige Arten repräsentieren.
Ursprünglich wurden die beiden heutigen Vertreter von Galegeeska innerhalb der Elefantenspitzmäuse geführt. Erste genetische Untersuchungen aus dem Jahr 2011 verwiesen die Rotbraune Elefantenspitzmaus an die Seite der Kurznasen-Elefantenspitzmaus. Für die Somali-Elefantenspitzmaus ließ sich kein eindeutiges Ergebnis ermitteln, was auf das nur geringe Genmaterial der damals nur aus Museumsbeständen bekannten Art zurückzuführen war. Erst in der nachfolgenden Zeit konnten lebende Individuen der Somali-Elefantenspitzmaus beobachtet und gefangen werden. Die an diesen Exemplaren durchgeführten genetischen Analysen erbrachten dann im Jahr 2020 eine nähere Verwandtschaft mit der Rüsselratte, der Nordafrikanischen Elefantenspitzmaus sowie mit der Gattung Macroscelides. Die Trennung dieser Verwandtschaftsgruppe von den Elefantenspitzmäusen datiert bis in das ausgehende Obere Oligozän vor rund 25,5 Millionen Jahren zurück. Die Autoren der Studie, Steven Heritage und Houssein Rayaleh, sahen sich daher aufgrund der sehr frühen Abspaltung und der nicht mehr unmittelbar bestehenden Verwandtschaft mit den Elefantenspitzmäusen dazu veranlasst für die Somali-Elefantenspitzmaus eine neue Gattung einzuführen. Diese benannten sie mit Galegeeska. Die Bezeichnung setzt sich aus dem griechischen Wort γαλἑη (gale) für „Wiesel“ und dem Somali-Wort gāskä oder geeska für „Horn“ beziehungsweise „Ecke“ zusammen. Letzteres bezieht sich auf die Verbreitung der Art am Horn von Afrika. „Wiesel“ wird häufig für kleinere Säugetiere als Bestandteil des wissenschaftlichen Namens verwendet. In Somali kann gal auch „Bewohner“ bedeuten, womit Galegeeska sowohl mit „Wiesel des Horns“ als auch mit „Bewohner des Horns“ übersetzbar wäre. Letztendlich ehrt der Wortteil gale auch Galen B. Rathbun, der sich bis zu seinem Tod im Jahr 2019 intensiv mit den Rüsselspringern beschäftigt hatte. Als besondere Merkmale der Gattung stellten Heritage und Rayaleh den behaarten Nasenspiegel, den einfarbigen Schwanz, den hellen Augenring mit schwarzem Fleck und die gleich großen oberen Schneidezähne heraus.
In einer umfassenden Genanalyse im Jahr 2021, durchgeführt von einem Arbeitsteam um Jarmila Krásová, wurde für die Rotbraune Elefantenspitzmaus eine engere Beziehung zur Somali-Elefantenspitzmaus ermittelt. Dafür standen mehrere hundert Individuen an Rüsselspringern einschließlich verschiedener Exemplare der Rotbraunen Elefantenspitzmaus aus dem gesamten Verbreitungsgebiet zur Verfügung. Das Ergebnis widerspricht dem Befund einer Nahverwandtschaft mit der Kurznasen-Elefantenspitzmaus aus dem Jahr 2011. Es wird vermutet, dass es sich damals wohl um ein fehlbestimmtes Exemplar gehandelt hat. Krásová und Kollegen verschoben daher die Rotbraune Elefa<ntenspitzmaus ebenfalls in die Gattung Galegeeska.

## Bedrohung und Schutz
Die Rotbraune Elefantenspitzmaus wird on der IUCN als momentan nicht in ihrem Bestand gefährdet eingestuft, was die Naturschutzorganisation mit der weiten Verbreitung und der Nutzung vor allem trockener, für den Menschen weniger gut geeigneter Habitate begründet. Für die Somali-Elefantenspitzmaus liegen dagegen zu wenige Informationen vor, um einen genaueren Gefährdungsstatus festzulegen.